# William Henry (chemik)
William Henry (12. prosince 1775 – 2. září 1836) byl anglický chemik.

## Život
Narodil se v Manchesteru do rodiny lékárníka Thomase Henryho. Už jeho otec se zabýval chemií a psal chemické spisy. V roce 1795 začal studovat lékařství na universitě v Edinburghu a v roce 1807 tuto školu úspěšně absolvoval. Kvůli nepevnému zdraví ale zanechal doktorské praxe a začal se plně věnovat chemickému bádání. Veskrze se věnoval studiu plynů. Své pokusy publikoval ve vědeckém časopise Královské učené společnosti: The Philosophical Transactions of the Royal Society. V článku z roku 1803 psal o množství plynu rozpuštěném ve vodě při různých teplotách a tlacích. Jeho závěry jsou dnes známy jako Henryho zákon. V dalších pracích se věnoval analýze plynů. Zejména zkoumal složení důlních plynů, svítiplynu a pátral po složení kyseliny chlorovodíkové, amoniaku a močoviny. Prokázal, stejně jako Dalton, že uhlík a vodík se slučují v přesném poměru. V té době již řada prvků byla známá (uhlík, síra, cín, měď, některé plyny a drahé kovy, atd. viz Použitá literatura), ale je důležité mít na paměti, že v této době se teprve rodily základy chemie, jak ji známe dnes. Mendělejev formuloval svůj zákon až v roce 1869.
Henryho zajímaly také desinfekční účinky plamene a v roce 1831, kdy vypukla epidemie cholery, sterilizoval oblečení tímto způsobem.
Jeho dílo z roku 1799 Základy experimentální chemie bylo ve své době tak populární, že se dočkalo 11 vydání během 30 let. Vzniklo na základě jeho přednášek z předchozích dvou let. V roce 1840 se toto dílo dočkalo dokonce japonského překladu (舎密開宗, Seimikaisō) od Utagawa Yoan v rámci hnutí západních studií „Rangaku“.
William Henry zemřel v Pendlebury, které leží poblíž Manchesteru.